# 维克托·格罗塞
维克托·费奥多罗维奇·格罗塞（俄语：Виктор Фёдорович Гроссе，1869年—1931年10月6日）是一位俄羅斯帝國外交官，他生於俄罗斯帝国庫爾蘭省，他是一位德意志人，信仰信義宗。他曾在大學內學習汉语和满语，大學畢業後進入东正教北京传道团工作。1911年至1924年擔任俄羅斯駐上海總領事。1924年，中國境內的原俄羅斯帝國外交機構移交給蘇聯，格羅塞不再擔任領事並且繼續留在上海，最終在上海去世。